# アルトゥール・シェルビウス

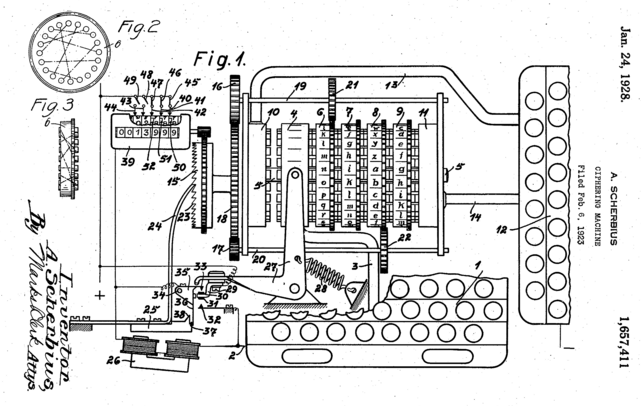
1928年登録のシェルビウスのエニグマの特許

アルトゥール・シェルビウス(ドイツ語: Arthur Scherbius, 1878年10月30日 - 1929年5月13日)は、ドイツ人電気技術者、発明家である。機械式暗号機エニグマを発明した。

## 経歴
1878年 フランクフルト・アム・マイン生まれ。ミュンヘン工科大学とハノーファー大学で電気工学を学んだ。 
ドイツとスイスでいくつかの電気会社で働いた後、1918年にScherbius & Ritter社を設立し、「エニグマ」（ギリシャ語で「謎」の意味）の名称で暗号機を、ビジネス界と軍部向けに販売した。当初、ドイツ軍の反応は冷ややかだった。しかし、第一次世界大戦中のドイツの暗号がイギリスに解読されたことを知ると、エニグマの価値を認めた。1926年、エニグマの1機種がドイツ海軍に採択された。数年後、ドイツ陸軍も同じ機械を採択した。
1929年、シェルビウスは馬車の事故で死亡した。

## 特許
- アメリカ合衆国特許第 1,556,964号
- アメリカ合衆国特許第 1,584,660号
- アメリカ合衆国特許第 1,657,411号

## 関連文献
- David Kahn著、Seizing the Enigma、1991年